# Western Canadian Place
Western Canadian Place es un complejo de torres de oficinas en Calgary, Alberta (Canadá). Consta de dos edificios construidos ambos en 1983. La Western Canadian Place - North está situada en el 707 8 Avenue SW, mide 164 metros (m) de altura y tiene 41 pisos, lo que la convierte en el 14° edificio más alto de la ciudad. La Western Canadian Place - South se encuentra por su parte en el 700 9 Avenue SW, mide 128 m y tiene 32 pisos.
Fue diseñado por la firma de arquitectura Cohos Evamy (la misma firma que diseñó las dos torres del Bankers Hall) en estilo modernista tardío. El complejo de oficinas fue comprado en 2004 por 230.675.000 de dólares por bcIMC y es administrado por GWL Realty Advisors, una de las firmas involucradas en la construcción de la estructura.
Es la sede de la filial canadiense de Husky Energy y Apache Corp., Apache Canada.

## Galería

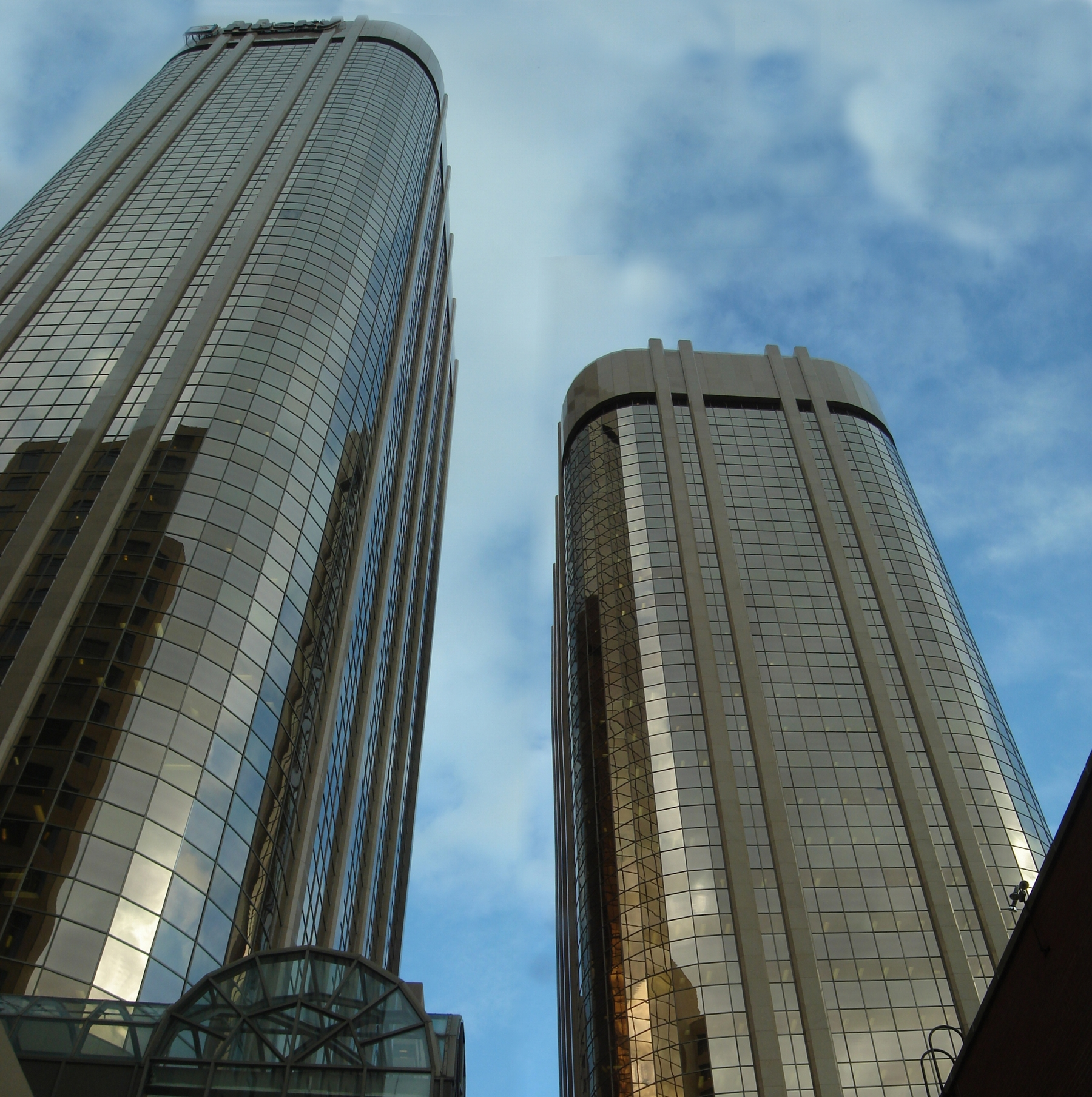
Vista desde el nivel de la calle
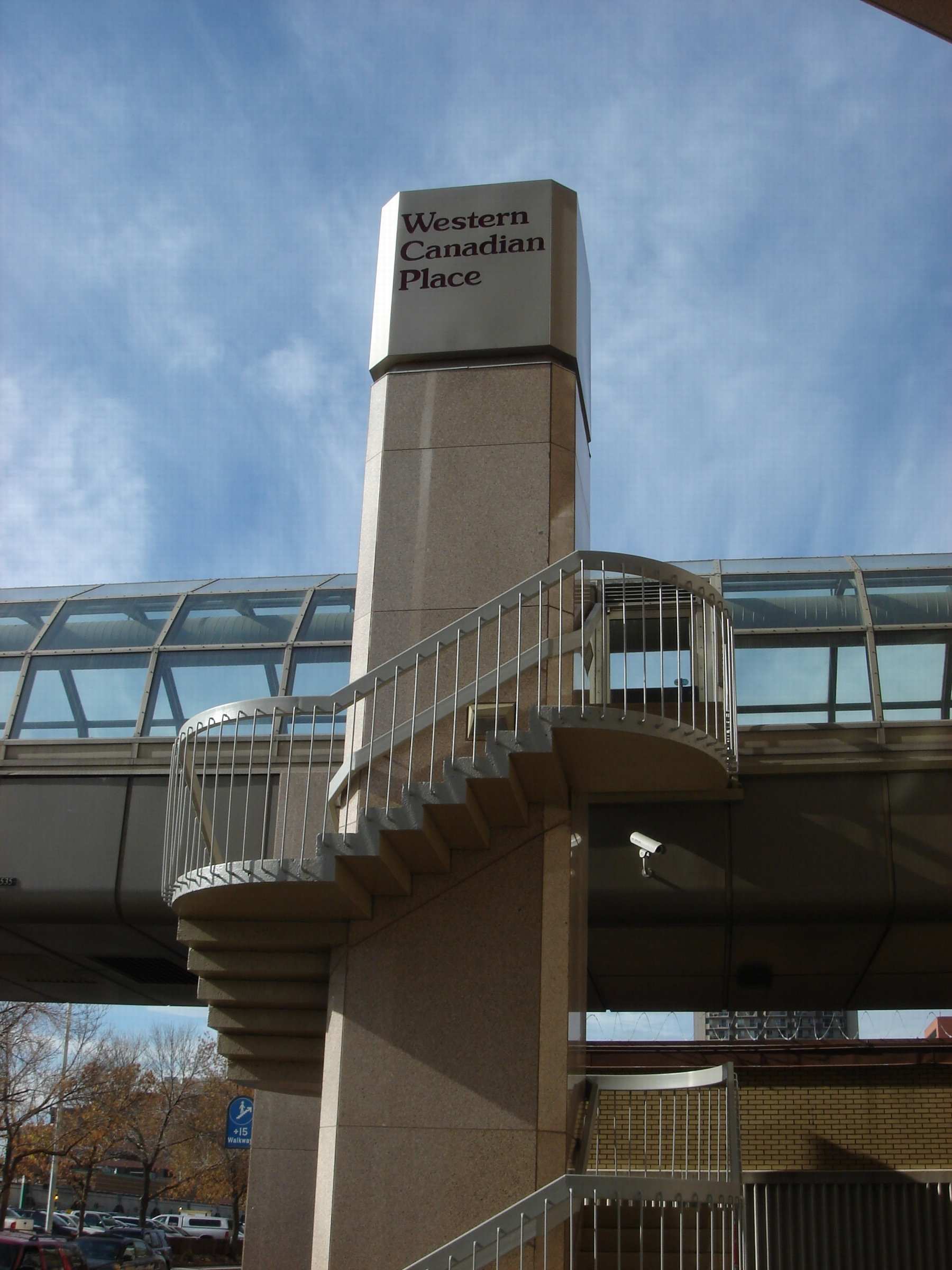
Conexión con el +15 sobre la 9th Avenue S
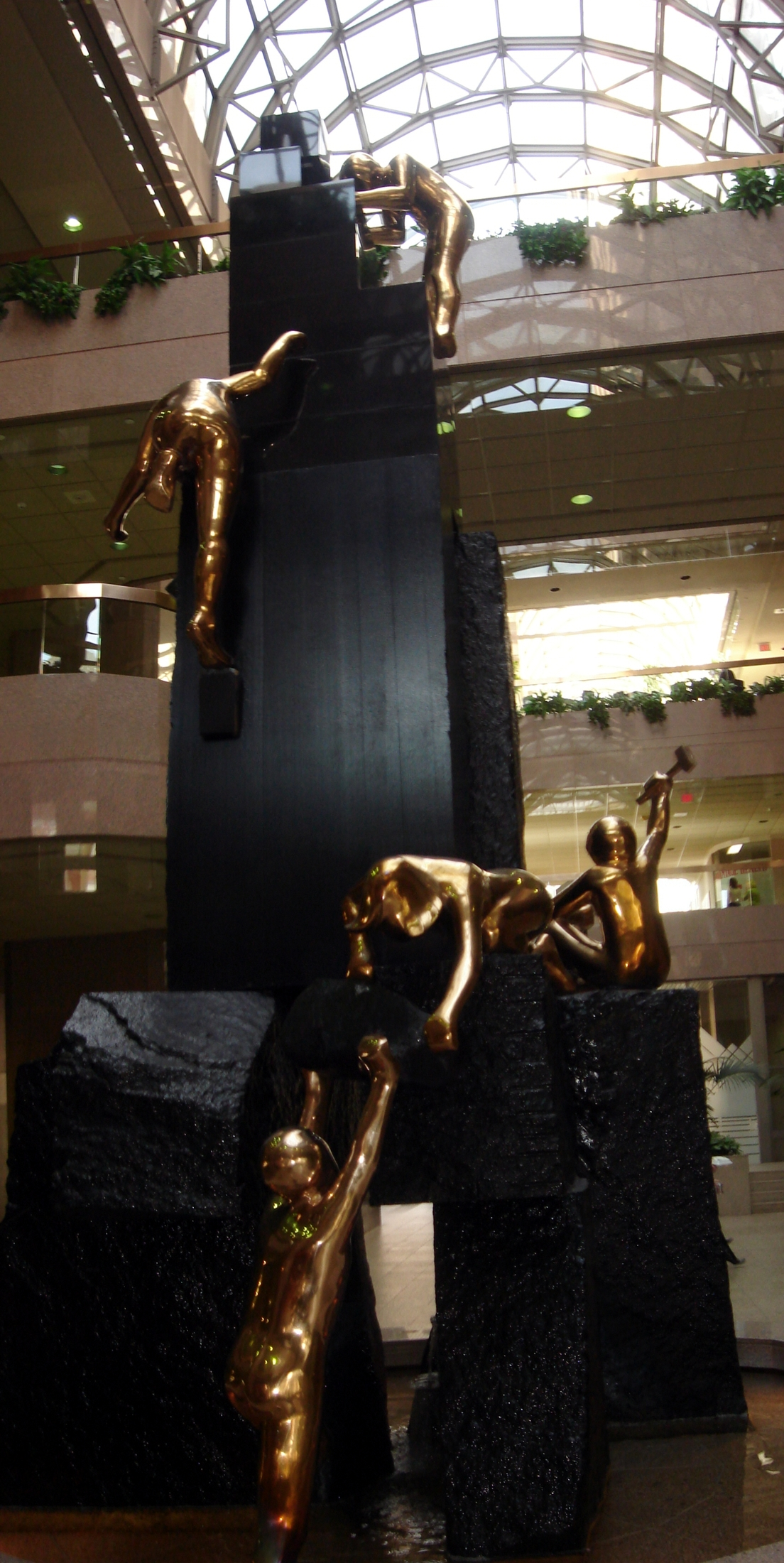
Arte corporativo en el lobby principal